# Cantone di Santa Lucía
Il cantone di Santa Lucía è un cantone dell'Ecuador che si trova nella provincia del Guayas.
Il capoluogo del cantone è Santa Lucía.